# Teknisk-naturvetenskapliga fakulteten vid Uppsala universitet
Teknisk-naturvetenskapliga fakulteten vid Uppsala universitet är Uppsala universitets fakultet för teknik och naturvetenskap. Fakulteten bildades 1956 ur den tidigare filosofiska fakultetens matematisk-naturvetenskapliga sektion, då under namnet matematisk-naturvetenskapliga fakulteten. Namnbytet skedde under 1990-talet, för att betona den ökande betydelsen av civilingenjörsutbildningar och teknisk forskning för fakulteten. Idag har fakulteten cirka 10 500 studenter, 1500 anställda och 900 forskarstuderande.

## Organisation
Vetenskapsområdet för teknik och naturvetenskap vid Uppsala universitet skiljer sig från Medicinska och farmaceutiska vetenskapsområdet samt Humanistisk-samhällsvetenskapliga vetenskapsområdet i att det bara har en enda fakultet. Organisatoriskt är därför vetenskapsområdet och fakulteten likställt. Fakulteten har tretton institutioner uppdelade på sex stycken sektioner: matematisk-datavetenskapliga, fysiska, tekniska, kemiska, biologiska, och geovetenskapliga. Utöver detta finns det gemensamma enheter: International Science programme (ISP), Tandemlaboratoriet, och Centrumbildningar. Det finns ett stort antal centrumbildningar vid fakulteten, både som fakulteten ansvarar för och sådana som institutioner ansvarar för.

## Utbildningar
Inom fakulteten ges 17 högskole- och civilingenjörsprogram och 41 kandidat- och masterprogram. Utöver detta finns det ett ettårigt magisterprogram i vindkraftsprojektering samt naturvetenskapligt tekniskt basår och en bastermin. Ämneslärarprogrammet läser även delar av sin utbildning på fakulteten. Ingenjörsutbildningar som erbjuds är civilingenjörsutbildningar (5 år, 300 hp) inom elektroteknik, energisystem, industriell ekonomi, informationsteknologi, kemiteknik, miljö- och vattenteknik, molekylär bioteknik, system i teknik och samhälle, teknisk fysik, samt teknisk fysik med materialvetenskap. De åtta högskoleingejörsprogram (3 år, 180hp) som erbjuds är byggteknik, elektroteknik, Industriell utveckling/Hållbar utveckling i industriell teknik, kvalitetsutveckling och ledarskap, kärnkraftsteknik (1 år 60hp), maskinteknik, medicinsk teknik. Som ett alternativt sista år på de femåriga utbildningarna ges Entreprenörskolan som förbereder studenten på affärsutvecklande uppgifter.
Civilingenjörsprogrammet i molekylär bioteknik kallas X-programmet och startades av Bo Sundqvist och Måns Ehrenberg som den första av den typen av program i Sverige.

## Unika program
System i teknik och samhälle, STS, är ett civilingenjörsprogram som bara erbjuds vid Uppsala universitets teknisk-naturvetenskapliga fakultet. Programmet lanserades höstterminen år 2000. System i teknik och samhälle består till största del av tekniska ämnen, men då kursprogrammet också har inslag av humaniora och samhällsvetenskap är utbildningen tvärvetenskaplig. Utbildningen strävar mot att ge eleverna ett så kallat STS-perspektiv, vilket är förmågan att analysera teknik utifrån ett samhällsvetenskapligt och humanistiskt perspektiv. Detta för att underlätta förståelsen av hur teknikutveckling och teknikanvändning påverkar samhället och vice versa. Programmet är på 300 högskolepoäng och leder till en civilingenjörsexamen.

## Historia
Om än Christopher Polhem studerade på Uppsala universitet redan år 1687 och betecknas som 'den store mekanikern' – och hans försök efter detta att bilda den allra första ingenjörsutbildningen Laboratorium mechanicum år 1697 i Stockholm – var det först år 1962 som den tekniska högskolan bildades, då utbildningen i teknisk fysik startade. Den 9 september 1982 beslutades att all den tekniska verksamheten vid Uppsala universitet skulle benämnas Uppsala universitet Tekniska Högskolan (UUTH). Den 11 december 1994 framförde professor Christer Kiselman kritik mot denna officiella beteckning, vilket sedermera resulterade i att namnet ändrades den 1 januari 1995 till Uppsala tekniska högskola. De flesta tekniska utbildningarna startades under 1990-talet samtidigt som uppförandet av Ångströmlaboratoriet, där stora delar av de tekniska utbildningarna finns. Under hösten 2017 beslutades om fortsatt utbyggnad av Ångströmlaboratoriet.

## Campusområden

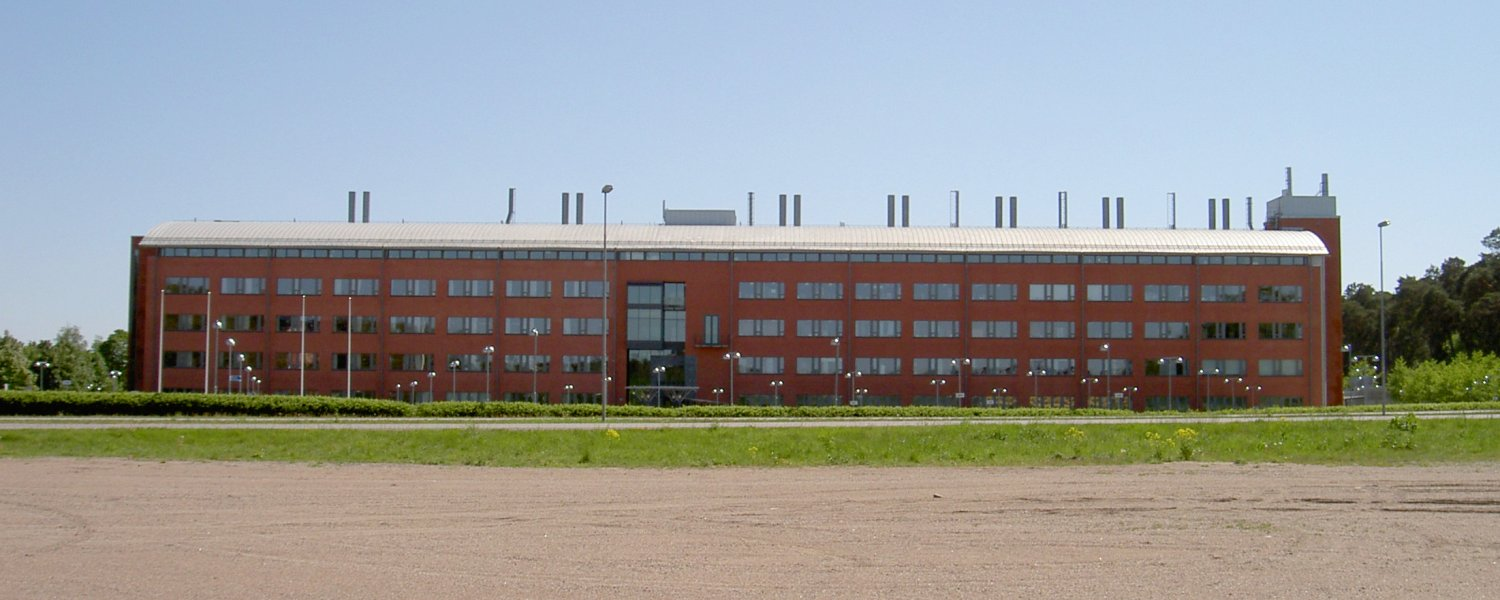
Ångströmlaboratoriet i Uppsala.

Teknisk-naturvetenskapliga fakultetens campusområden är sedan flytten från kvarteret Kemikum (numera Engelska parkens campus) utspridda över områden sydväst om Uppsala centrum. Uppdelningen på olika campusområden följer delvis sektionsindelningen.
- Evolutionsbiologiskt centrum med Botaniska trädgården – Biologiska och geovetenskapliga sektionerna
- Geocentrum – Geovetenskapliga sektionen
- Biomedicinskt centrum (BMC) – Kemiska och biologiska sektionerna
- Ångströmlaboratoriet – Fysiska, tekniska, kemiska och matematisk-datavetenskapliga sektionerna

## Organisation
Fakulteten är indelad i sex sektioner som i sin tur är indelade i institutioner, som i sin tur oftast är indelade i avdelningar.
- Matematisk-datavetenskapliga sektionen
  - Institutionen för informationsteknologi
  - Matematiska institutionen
- Tekniska sektionen
  - Institutionen för materialvetenskap
  - Institutionen för elektroteknik
  - Institutionen för samhällsbyggnad och industriell teknik
- Fysiska sektionen
  - Institutionen för fysik och astronomi
- Kemiska sektionen
  - Institutionen för kemi - Ångström
  - Institutionen för kemi - BMC
  - Grundutbildning i kemi, kursexpedition
- Geovetenskapliga sektionen
  - Institutionen för geovetenskaper
- Biologiska sektionen
  - Institutionen för biologisk grundutbildning
  - Institutionen för cell- och molekylärbiologi
  - Institutionen för ekologi och genetik
  - Institutionen för organismbiologi
  - Botaniska trädgården
  - Centrum för biologisk mångfald
- Fakultetsgemensamma enheter
  - International science programme (ISP), vilket grundades 1961 med syftet till att bidra till framväxten av vetenskaplig kunskap i låginkomstländer.[11]
  - Tandemlaboratoriet